# 有福正志
有福 正志（ありふく まさし、1952年2月18日 - ）は、日本の俳優である。アルファーエージェンシー所属。
鹿児島県出身、血液型AB型。
1967年、串田和美主宰の劇団自由劇場（現・オンシアター自由劇場）に入団し、舞台俳優として活躍。
1984年に退団後、1986年に大谷亮介らと役者集団東京壱組を創立し、1992年の解散まで在籍する。
その後は、テレビドラマ、映画、CM、舞台など幅広く活動している。

## 出演

### テレビドラマ
- 連続テレビ小説（NHK）
  - チョッちゃん（1987年）- 指揮者 役
  - あぐり（1997年） - 鬼頭教頭 役
  - とと姉ちゃん（2016年） - 飯田末吾郎 役
  - エール（2020年） - 祭司 役
- はぐれ刑事純情派 第2シリーズ（1989年、テレビ朝日）- 清水弁護士 役
- 火曜ミステリー劇場 女ハングマン（1990年、朝日放送）
- 世にも奇妙な物語「毛皮が脱げない」（1991年、フジテレビ）
- お金がない!第5話「希望もない!!」（1994年8月3日、フジテレビ）- 不動産社員 役
- 愛の劇場「ぽっかぽか」（1994年 - 1997年、TBS）- 大河内誠 役
- 古畑任三郎1st season 第2回「動く死体」（1994年4月20日、フジテレビ）- 村岡 役
- 土曜ワイド劇場（テレビ朝日）
  - タクシードライバーの推理日誌6「再会した女 湘南－松本 500キロの殺人!?」（1995年9月30日）- 長野県警捜査一課 刑事 役
  - 美人エステティシャン殺し（1997年11月22日）- 刑事 役
  - 盗聴撃退!完全マニュアル（2005年10月15日）- 久保田啓介 役
- 月曜ドラマスペシャル（TBS）
  - 演歌・唱太郎の人情事件日誌(2)（1997年1月20日）
  - 陰の季節1（2000年）- 産業廃棄物不法投棄監視センター 専務理事 尾坂部道夫（伊東四朗）の運転手・青木源一郎 役
- 火曜サスペンス劇場（日本テレビ）
  - 警部補 佃次郎4「仮説の行方」（1997年12月16日）- 村井刑事 役
  - 小京都ミステリー23「水郷柳川殺人事件」（1998年8月25日）- 柳川警察署警部補・大山 役
- 金曜エンタテイメント「大家族デカ 第1作」（1997年9月5日、フジテレビ）- 坂上警部 役
- はみだし刑事情熱系2 第11話「首都圏大パニック！不連続殺人予告の謎!?」（1997年、テレビ朝日） - 品川東署刑事 役
- ケイゾク（1999年、TBS）- 捜査一課主任警部補・長尾昇 役
- 松本清張特別企画・顔（1999年、TBS）- 刑事 役
- 手塚治虫劇場 カノン（2000年4月13日、テレビ朝日）
- 寺内貫太郎一家2000（2000年、TBS）
- R-17（2001年、テレビ朝日） - 宮内春彦 役
- 百獣戦隊ガオレンジャー（2001年、テレビ朝日） - ドン片山 役
- 水曜ミステリー9（テレビ東京）
  - 監察医・篠宮葉月 死体は語る2「ホームレス連続殺人」（2002年11月20日）- 岡本刑事 役
  - 犯罪交渉人ゆり子2「水上温泉立てこもり事件」（2002年4月3日）- 群馬県警 広瀬刑事 役
  - 「松本清張特別企画・黒い画集〜紐」（2005年）
- 相棒（テレビ朝日）
  - season1 第4話「下着泥棒と生きていた死体」（2002年10月30日）- 滝沢警察署 副署長・柳文治 役
  - season7 第16話「髪を切られた女」（2009年2月25日） - カメラ担当・長澤浩一 役
  - season23 第8話「瞳の中のあなた」（2024年） - 坪倉喜孝 役
- 月曜ミステリー劇場（TBS）
  - カードGメン・小早川茜6「特命」（2003年6月2日）- 松本工科大学 教授・中丸 役
  - 流れ星お銀!事件解決いたします第3作「小京都金沢殺人街道・湯けむり殺人ルートを暴け」（2003年8月11日）
  - 警視庁三係・吉敷竹史シリーズ2「灰の迷宮」（2006年1月16日）- 鹿児島県警 管理官・田之上 役
- 美女か野獣（2003年、フジテレビ） - 春川村村長 役
- 警視庁鑑識班2004第2話「似顔絵に潜む家庭内暴力と落下死体の謎」（2004年1月21日）- 南品川警察署・村岡 役
- クピドの悪戯 虹玉（2006年、テレビ東京） - 大倉 役
- 松本清張・最終章 わるいやつら第3話「悪女が牙をむく!」（2007年2月2日、テレビ朝日）
- 金曜プレステージ（フジテレビ）
  - 津軽海峡ミステリー航路7（2008年2月29日）- 中道造船鉄工所 元社長・中道恭平 役
  - 私立探偵・下澤唯「悲しみの殺人迷路」（2011年7月22日） - 京都府警捜査一課長・杉浦雄一郎 役
- 再婚一直線!（2008年、TBS） - 栗林謙吾 役
- 月曜ゴールデン（TBS）
  - 「税務調査官・窓際太郎の事件簿17」（2008年9月8日）- 池端幼稚園 スクールバス運転手・川内淳司 役
  - 私は屈しない〜特捜検察と戦った女性官僚と家族の465日（2011年1月31日）- 大阪地方裁判所裁判長判事 役
  - 女タクシードライバーの事件日誌6「スカイツリーは見ていた!」（2012年1月16日）- 刑事・安村 役
  - 女タクシードライバーの事件日誌7「小さな乗客 断ち切られた家族の絆」（2014年9月1日）- 刑事・富田 役
- イノセント・ラヴ（2008年10月20日 -、フジテレビ） - 岩崎 役
- 落日燃ゆ（2009年、テレビ朝日） - 有田八郎 役
- サマヨイザクラ（2009年、フジテレビ） - マグマフーズ課長 役
- 土曜時代劇（NHK）
  - オトコマエ!2 第3話（2009年9月12日）
  - まっつぐ〜鎌倉河岸捕物控〜 第6話（2010年6月12日） - 作蔵 役
- コード・ブルー -ドクターヘリ緊急救命- 第2シリーズ（2010年） - 小宮山達彦 役
- NHK大河ドラマ
  - 龍馬伝（2010年） - 島津久光 役
  - 西郷どん（2018年） - 真海和尚 役
  - 麒麟がくる（2020年） - 日運 役
  - べらぼう〜蔦重栄華乃夢噺〜 第17回（2025年） - おじいさん 役
- 臨場 続章 第6話（2010年5月19日、テレビ朝日） - 桑原芳之 役
- ホタルノヒカリ2  第3話（2010年7月21日、日本テレビ） - 皮膚科の医師 役
- 黄金の豚-会計検査庁 特別調査課- 第4話（2010年11月10日、日本テレビ） - 町会長 役
- 水戸黄門第43部 第8話「狙われたもてなしの宿 -浜松-」（2011年8月22日、TBS） - 藤兵衛 役
- 車イスで僕は空を飛ぶ（2012年8月25日、日本テレビ） - 観光客 役
- ドラマ10 シングルマザーズ 第7話（2012年12月4日、NHK） - 国会議員 役
- 遺留捜査 第3シリーズ 第4話（2013年5月8日、テレビ朝日） - 青葉女子高等学校 校長 役
- 放課後グルーヴ 第3話（2013年5月6日、TBS） - チャド 役
- 三匹のおっさん〜正義の味方、見参!!〜 第4話（2014年2月7日、テレビ東京） - 校長先生 役
- 連続ドラマW 私という運命について（2014年3月23日、WOWOW）
- ファーストクラス 第2話（2014年10月22日、フジテレビ） - 菅原誠二 役
- 最後の証人（2015年） - 加藤 役
- シリーズ被爆70年 ヒロシマ 復興を支えた市民たち 第2回「走れ、三輪トラック」(2015年2月13日、NHK広島)
- 最強のふたり〜京都府警 特別捜査班〜 第3話（2015年7月30日、テレビ朝日） - 相羽邦雄 役
- 美女と男子（2015年） - 山本博史 役
- 未解決事件 (NHKスペシャル)（2016年） - 三木武夫 役
- 男と女のミステリー時代劇（2016年） - 勘市 役
- しあわせの記憶（2017年） - 吉野徹 役
- 山本周五郎時代劇 武士の魂（2017年） - 中村惣兵衛 役
- 日曜ワイド おかしな刑事16「蕎麦職人が狙われた 8対2の殺人」（2017年7月30日、テレビ朝日） - 細田孝一 役
- 巨悪は眠らせない 特捜検事の標的（2017年10月4日、テレビ東京） - 大槻勤 役
- サイレント・ヴォイス 行動心理捜査官・楯岡絵麻 第3話（2018年10月20日、テレビ東京） - 江口道成
- 家康、江戸を建てる（2019年） - 庄左衛門 役
- それを愛とまちがえるから（2019年） - 伊藤剛三 役
- 警視庁ゼロ係（2019年）- 権藤孝之の父・権藤紀久 役
- いのちの再建弁護士 会社と家族を生き返らせる第2話（2019年7月29日）- 河合楼 取締役・河合寿治 役
- ピンぼけの家族（2020年） - 坂本邦彦 役
- 刑事7人 Season6（2020年） - 鈴木茂 役
- ネメシス（2021年）- 執事・梶定 役
- 女系家族（2021年12月4日・12月5日、全2回、テレビ朝日） - 矢島米次郎 役
- 記憶捜査〜新宿東署事件ファイル〜 スペシャル2（2022年6月20日、テレビ東京） - 柊宗次郎 役
- プリズム (テレビドラマ)（2022年） - 高木 役
- 新宿野戦病院 第7話・第8話（2024年8月14日・21日、フジテレビ） - 三舟太蔵 役[1]
- 風のふく島 第10話（2025年3月15日、テレビ東京） - 沢井町長 役[2]

### 映画
- マークスの山（1995年）
- 白鳥麗子でございます!（1995年） - 悪徳弁護士 役
- 東京夜曲（1997年） - 吉田 役
- 愚か者 傷だらけの天使（1998年） - 雨宮 役
- ケイゾク/映画 Beautiful Dreamer（2000年） - 長尾昇 役
- デビルマン（2004年）- 佃の同僚 役
- 疾走（2005年）
- 卒業写真（2007年）- 古賀忠 役
- 恋するマドリ（2007年） - 空港の警備員 役
- 犯人に告ぐ（2007年） - 西脇辰則
- うた魂♪（2008年） - 七浜高校校長 役
- ゲゲゲの鬼太郎 千年呪い歌（2008年） - 漁師 役
- ヴィヨンの妻 〜桜桃とタンポポ〜（2009年） - 椿屋の客 役
- 人の砂漠（2010年） - オザワ 役
- きな子〜見習い警察犬の物語〜（2010年）
- るろうに剣心（2012年） - 漢方医 役
- WOOD JOB! 〜神去なあなあ日常〜（2014年） - 小山三郎 役
- 怒り（2016年）- 大家 役
- Mr.Long/ミスター・ロン（2017年）- 平助 役
- みなに幸あれ（2024年1月19日）

### ラジオドラマ
- MY LITTLE HONDA - 小林泰三 役
- FMシアター（NHK-FM）
  - 「尋ね人」（2016年）[3]
  - 『ヘルプマン -俺たちの介護物語-』（全5回）（2022年9月3日 - 10月8日）[4]
    - 「第2回 希望は、あるか？」（2022年9月17日）[5]
    - 「第3回 極楽へ、行こう」（2022年9月24日）[6]

  - 『アイニク憶えはありませんが』（2025年5月24日）[7] - ヤス、居酒屋の店長 役
- 青春アドベンチャー  （NHK-FM）
  - 「七帝柔道記」（2016年）[3]
  - 「風の向こうへ駆け抜けろ」（2017年）[3]
  - 『北海タイムス物語』（2019年2月11日 - 2月22日）[8] - 清國 役
  - 『新釈・遠野物語』（2024年10月7日 - 11日） - 島田 役[9]

### 舞台
- 英国王のスピーチ（2012年）